# Rio Open 2014 - Qualificazioni singolare maschile
Le qualificazioni del singolare maschile del Rio Open 2014 sono state un torneo di tennis preliminare per accedere alla fase finale della manifestazione. I vincitori dell'ultimo turno sono entrati di diritto nel tabellone principale. In caso di ritiro di uno o più giocatori aventi diritto a questi sono subentrati i lucky loser, ossia i giocatori che hanno perso nell'ultimo turno ma che avevano una classifica più alta rispetto agli altri partecipanti che avevano comunque perso nel turno finale.

## Teste di serie
1. Stéphane Robert (ultimo turno)
2. Martin Kližan (qualificato)
3. Dušan Lajović (qualificato)
4. Aljaž Bedene (qualificato)

1. Andreas Haider-Maurer (primo turno)
2. Facundo Argüello (primo turno)
3. Diego Schwartzman (ultimo turno)
4. Pere Riba (primo turno)

## Qualificati
1. Facundo Bagnis
2. Martin Kližan

1. Dušan Lajović
2. Aljaž Bedene

## Tabellone qualificazioni

### Legenda
| - Q = Qualificato - WC = Wild card - LL = Lucky loser | - ALT = Alternate - SE = Special Exempt - PR = Protected Ranking | - w/o = Walkover - r = Ritirato - d = Squalificato |

### Sezione 1
|  | Primo turno | Primo turno              | Primo turno | Primo turno | Primo turno |  |  | Ultimo turno | Ultimo turno    | Ultimo turno | Ultimo turno | Ultimo turno |  |
|  |             |                          |             |             |             |  |  |              |                 |              |              |              |  |
|  | 1           | Stéphane Robert          | 6           | 65          | 6           |  |  |              |                 |              |              |              |  |
|  | WC          | Marcelo Zormann da Silva | 1           | 7           | 0           |  |  | 1            | Stéphane Robert | 6            | 4            | 3            |  |
|  |             | Facundo Bagnis           | 3           | 6           | 6           |  |  |              | Facundo Bagnis  | 3            | 6            | 6            |  |
|  | 8           | Pere Riba                | 6           | 3           | 2           |  |  |              |                 |              |              |              |  |

### Sezione 2
|  | Primo turno | Primo turno           | Primo turno | Primo turno | Primo turno |  |  | Ultimo turno | Ultimo turno  | Ultimo turno  | Ultimo turno | Ultimo turno |  |
|  |             |                       |             |             |             |  |  |              |               |               |              |              |  |
|  | 2           | Martin Kližan         | 3           | 6           | 6           |  |  |              |               |               |              |              |  |
|  |             | Ricardo Hocevar       | 6           | 2           | 4           |  |  | 2            | Martin Kližan | Martin Kližan | 6            | 7            |  |
|  |             | Martín Alund          | 6           | 4           | 6           |  |  |              | Martín Alund  | Martín Alund  | 4            | 65           |  |
|  | 5           | Andreas Haider-Maurer | 3           | 6           | 2           |  |  |              |               |               |              |              |  |

### Sezione 3
|  | Primo turno | Primo turno            | Primo turno            | Primo turno | Primo turno |  |  | Ultimo turno | Ultimo turno           | Ultimo turno | Ultimo turno | Ultimo turno |  |
|  |             |                        |                        |             |             |  |  |              |                        |              |              |              |  |
|  | 3           | Dušan Lajović          | 6                      | 4           | 6           |  |  |              |                        |              |              |              |  |
|  |             | André Ghem             | 4                      | 6           | 3           |  |  | 3            | Dušan Lajović          | 6            | 65           | 6            |  |
|  |             | Rogério Dutra da Silva | Rogério Dutra da Silva | 7           | 6           |  |  |              | Rogério Dutra da Silva | 4            | 7            | 1            |  |
|  | 6           | Facundo Argüello       | Facundo Argüello       | 5           | 2           |  |  |              |                        |              |              |              |  |

### Sezione 4
|  | Primo turno | Primo turno       | Primo turno       | Primo turno | Primo turno |  |  | Ultimo turno | Ultimo turno      | Ultimo turno      | Ultimo turno | Ultimo turno |  |
|  |             |                   |                   |             |             |  |  |              |                   |                   |              |              |  |
|  | 4           | Aljaž Bedene      | 5                 | 7           | 6           |  |  |              |                   |                   |              |              |  |
|  | WC          | José Pereira      | 7                 | 5           | 2           |  |  | 4            | Aljaž Bedene      | Aljaž Bedene      | 7            | 6            |  |
|  | WC          | Wilson Leite      | Wilson Leite      | 1           | 2           |  |  | 7            | Diego Schwartzman | Diego Schwartzman | 65           | 1            |  |
|  | 7           | Diego Schwartzman | Diego Schwartzman | 6           | 6           |  |  |              |                   |                   |              |              |  |